# مارک وست (کالیفرنیا)
مارک وست (به انگلیسی: Mark West) یک منطقهٔ مسکونی در ایالات متحده آمریکا است که در شهرستان سونوما، کالیفرنیا واقع شده‌است. مارک وست ۱۲۸ متر بالاتر از سطح دریا واقع شده‌است.